# Du lịch Cuba

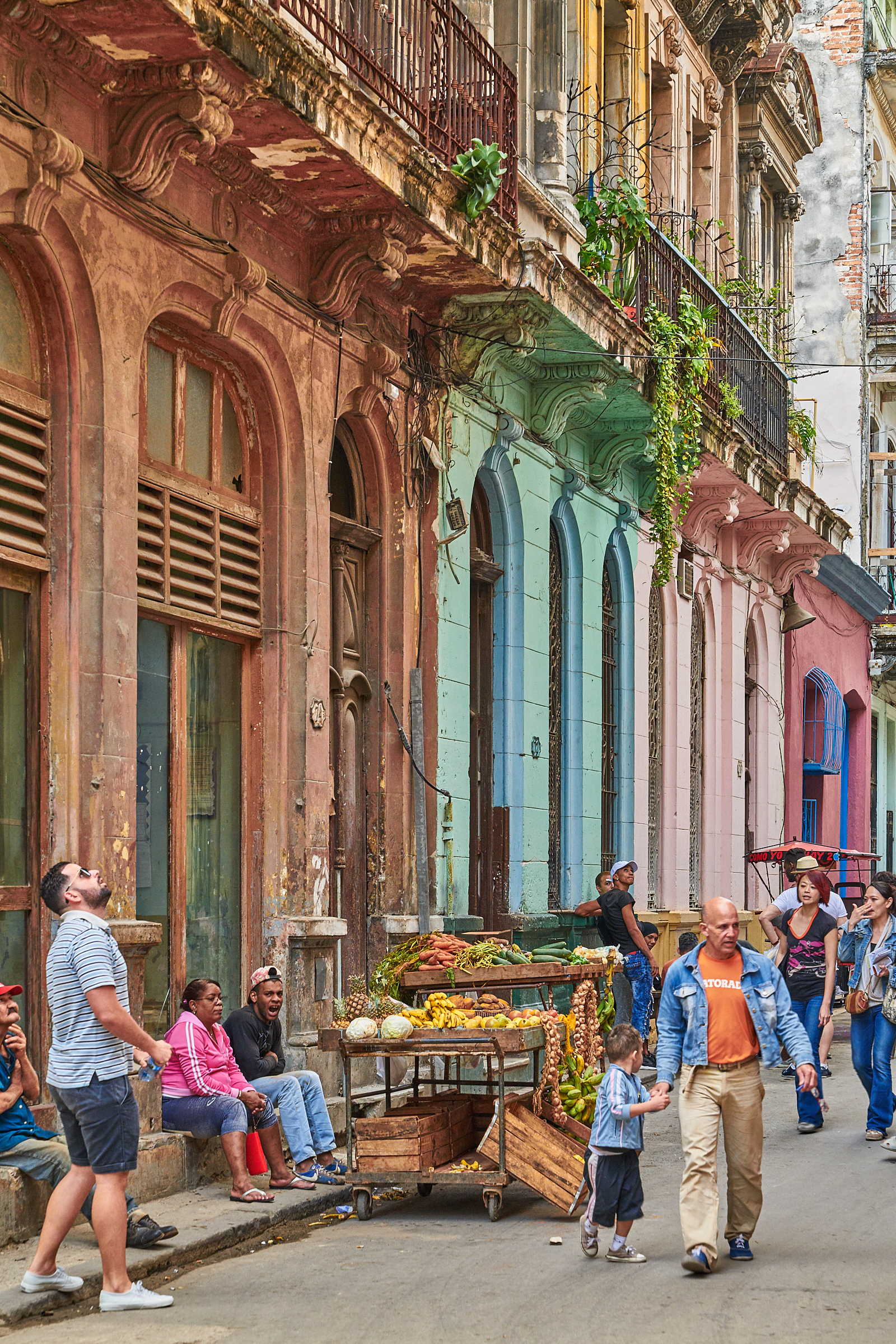
Du khách tại phố cổ La Havana

Du lịch ở Cuba là một ngành công nghiệp không khói thu hút hơn 4,7 triệu lượt khách tính đến năm 2018 và là một trong những nguồn doanh thu chính của hòn đảo Cuba nhỏ bé này qua đó đóng góp rất lớn vào nền kinh tế Cuba. Cuba được thiên nhiên ưu đãi với khí hậu và những bãi biển đẹp, cùng với đó là di sản kiến trúc thuộc địa và lịch sử văn hóa riêng biệt nên đất nước Cuba từ lâu đã trở thành điểm đến hấp dẫn của du khách. Cuba có 253 khu bảo tồn, có 257 di tích quốc gia, với 7 Di sản Thế giới được UNESCO công nhận, có 7 Khu Dự trữ Sinh quyển Tự nhiên và 13 Khu bảo tồn động vật trong số các khu phi du lịch khác. Du lịch Cuba nổi tiếng với những bãi biển sạch đẹp như Varadero, thưởng lãm kiến trúc cổ ở những con phố cổ ở La Habana để ngắm các loại xe cổ chạy trên đường, Cuba còn có nền ẩm thực độc đáo, sản vật phong phú, là điểm đến của loại hình du lịch chữa bệnh do danh tiếng của nền y tế Cuba, du khách cũng có thể trải nghiệm luyện tập đấm bốc kiểu Cuba khá thu hút khách du lịch trong mùa du lịch cao điểm. Nhiều du khách còn trực tiếp đến để thưởng thức tại chỗ xì gà Cuba. Du lịch xì gà là một hình thức du lịch trong đó du khách được đưa đi tham quan các nông trại làm xì gà và mua xì gà vào cuối chuyến tham quan.

## Tình hình
Cuba từng là thuộc địa gần nhất của Tây Ban Nha với Hoa Kỳ cho đến năm 1898, trong nửa đầu thế kỷ 20, Cuba tiếp tục phát triển với ảnh hưởng của các khoản đầu tư lớn, tạo ra nhiều ngành công nghiệp và du lịch ngày càng tăng để cung ứng hầu hết các lợi ích và tập đoàn của Hoa Kỳ. Với khoảng cách gần (khoảng 90 dặm/140 km từ Florida Keys) và mối quan hệ gần gũi với Hoa Kỳ cũng giúp nền kinh tế thị trường của Cuba thịnh vượng khá nhanh. Khi quan hệ giữa Cuba và Hoa Kỳ xấu đi nhanh chóng sau Cách mạng Cuba năm 1959 và dẫn đến việc tịch thu và quốc hữu hóa các doanh nghiệp, hòn đảo này đã bị ngắt khỏi thị trường truyền thống của mình do các lệnh cấm vận đang diễn ra và lệnh cấm đi lại được áp dụng đối với công dân Hoa Kỳ đến thăm Cuba. Ngành du lịch giảm xuống mức thấp kỷ lục trong vòng hai năm kể từ khi Chủ tịch Castro lên nắm quyền.
Không giống như Mỹ, Canada vẫn duy trì quan hệ bình thường với Cuba và ngày càng có nhiều người Canada đến Cuba để nghỉ dưỡng. Khoảng một phần ba du khách đến Cuba năm 2014 là người Canada. Chính phủ Cuba đã điều chỉnh các chính sách sở hữu nhà nước và cho phép các doanh nghiệp tư nhân nhỏ và địa phương hoạt động kể từ năm 1980. Chính phủ cũng theo đuổi các chương trình phục hồi nhằm thúc đẩy du lịch. Hoa Kỳ đã tái lập quan hệ ngoại giao với Cuba vào năm 2015, trong giai đoạn được gọi là Cuba tan băng, và ngành du lịch đã không được hưởng lợi nhiều như dự đoán từ việc bình thường hóa quan hệ với Mỹ khi chính quyền Trump khôi phục một số quan hệ ngoại giao trước Cuba. Làm tan các hạn chế và áp đặt các hạn chế mới.
Cho đến năm 1997, việc tiếp xúc giữa khách du lịch và người Cuba trên thực tế đã bị chính quyền sở tại đặt ngoài vòng pháp luật. Đầu tư nước ngoài vào lĩnh vực du lịch Cuba đã tăng đều đặn kể từ khi thúc đẩy du lịch. Điều này đã được thực hiện nhờ những thay đổi hiến pháp đối với nền kinh tế chỉ huy xã hội chủ nghĩa của Cuba, để cho phép công nhận vốn do nước ngoài nắm giữ. Vào cuối những năm 1990, đã có 25 công ty liên doanh trong nước và nước ngoài đã hoạt động trong ngành du lịch của Cuba. Các nhà đầu tư nước ngoài và chủ khách sạn từ các nền kinh tế thị trường đã nhận thấy rằng nền kinh tế tập trung và bộ máy quan liêu của Cuba đã tạo ra các vấn đề đặc biệt về nhân sự và chi phí cao hơn bình thường. Một yếu tố bổ sung được các nhà đầu tư nước ngoài trích dẫn là mức độ tham gia của nhà nước ở cấp điều hành, cao hơn nhiều so với mức trung bình.

## Trong thơ ca
Nhà thơ Tố Hữu của Việt Nam có bài thơ "Từ Cuba" vào tháng 8 năm 1964 ca ngợi về những cảnh đẹp của đất nước, con người Cuba, với những đoạn như:
Nửa vòng trái đất, rẽ tầng mây
Anh đến Cu-ba một sáng ngày
Nắng rực trời tơ và biển ngọc
Đào tươi một dải lụa đào bay.
Em ạ Cu-ba ngọt lịm đường
Mía xanh đồng bãi, biếc đồi nương
Cam ngon, xoài ngọt vàng nông trại
Ong lạc đường hoa, rộn bốn phương

## Chú thích

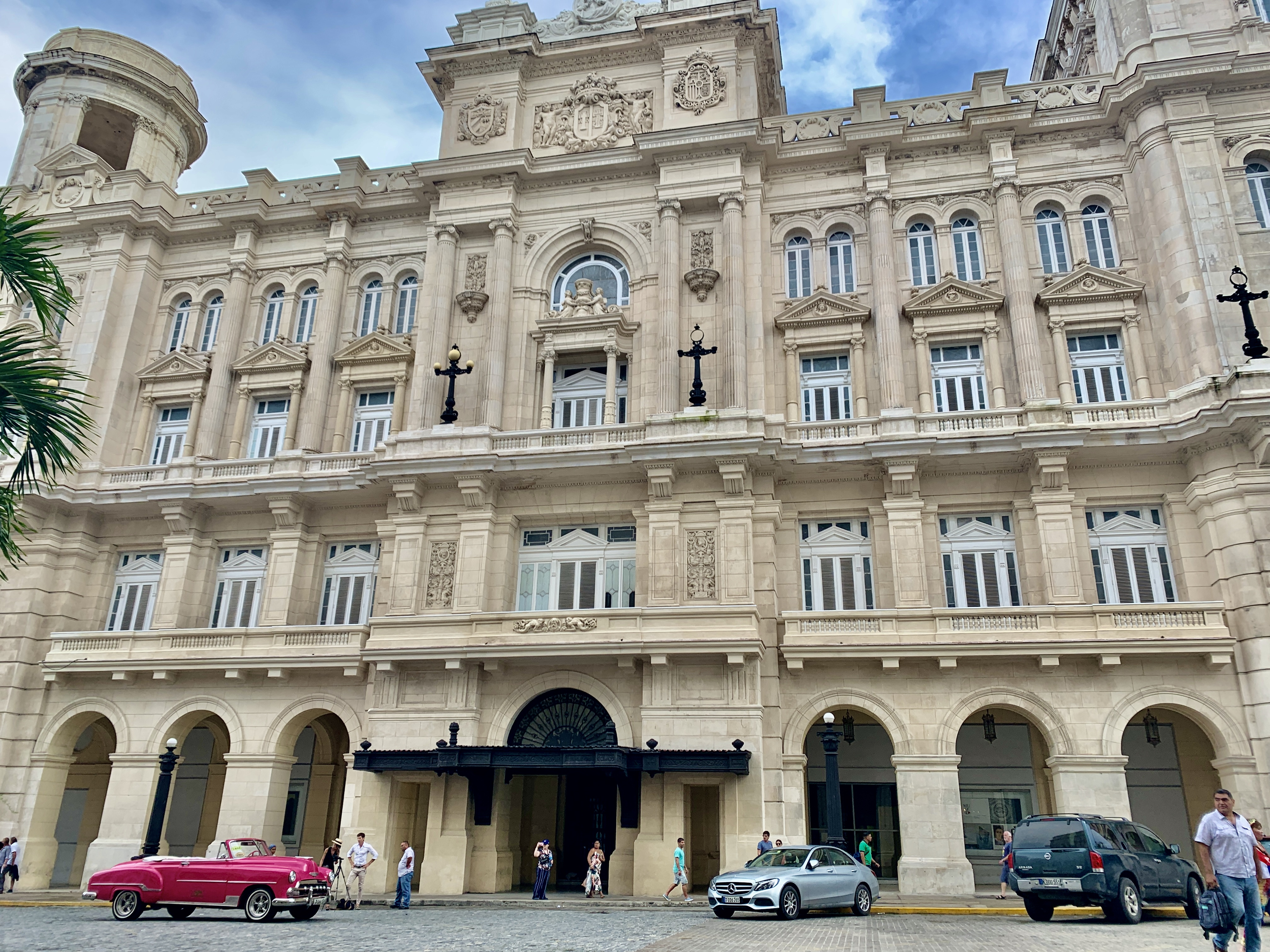
Bảo tàng Nghệ thuật Havana